# Château des Timbrieux
Le château des Timbrieux est situé à Cruguel, au lieu-dit les Timbrieux.

## Historique
La chapelle, l'élévation et le bâtiment font l’objet d’une inscription au titre des monuments historiques depuis le 3 novembre 1925.